# Clot de Vilamala
El clot de Vilamala és una fondalada de conglomerats montserratins amb parets escarpades fins al punt que és totalment inaccessible excepte mitjançant corriols. Es troba a la banda sud-occidental de la Vall de Lord, al Solsonès.

## Límits
- Al nord, el Tossal de la Creu del Codó
- A l'est, la Serrat de Sòbol i el pantà de la Llosa del Cavall
- Al sud, la Ventolada i la Serra de Capdevila
- A l'oest, la Serra d'Encies i la Serra de l'Hostalnou de Canalda